# 后蒼
后 蒼（こう そう、生没年不詳）は、前漢の学者・政治家。字は近君。東海郡郯県の人。后倉とも表記される。五経研究の先駆者の一人。孟卿に師事していた閭丘卿は同窓の士である。

## 事績
最初は夏侯始昌に師事し、孟卿にも師事した。夏侯始昌は五経全般に通じ、孟卿は礼経に通じていた。后蒼は詩経と礼とに通じるようになった。礼について数万言にも及び論じた『后氏曲台記』を記した。
弟子の翼奉・蕭望之・匡衡は『斉詩』の学を与え、聞人通漢・戴徳・戴聖・慶普には『后氏曲台記』を授けた。
博士となり、最終的に本始2年（紀元前72年）、少府にまでのぼった。